# People's Television Network
People's Television Network, Inc. (abreviado PTV / PTNI) é a rede de televisão governamental principal de propriedade do governo filipino sob o comando do Escritório de Operações de Comunicação Presidencial. Sua sede, estúdios e transmissores estão localizados no Broadcast Complex, Visayas Avenue, Barangay Vasra, Diliman, Quezon City. É a quarta maior rede de Filipinas em termos de alcance (atrás do ABS-CBN, GMA e TV5) com mais de 22 estações de TV.
Ele estreou em 1974 como a GTV, usando a freqüência do Canal 4 que, até dois anos antes, em 1972, era de propriedade da ABS-CBN para sua já extinta estação DZXL-TV. Foi lançado para fornecer uma emissora de serviço público de propriedade do governo para o país, assim como a BBC do Reino Unido, a RAI da Itália, a RTM da Malásia e a RTP de Portugal. Foi controlado diretamente pelo regime de Marcos até 1986, quando foi conquistado por soldados rebeldes e apoiantes de Corazon Aquino no auge da Revolução do Poder Popular de 1986. Foi até então quando a estação mudou seu nome atual-atual de MBS para PTV.
Desde o final da década de 1980 até o início da década de 1990, ficou em terceiro lugar entre as cinco estações de free-to-air no país, atrás do ABS-CBN e da GMA. Os anos seguintes viram que ele perdeu mais participação de público para os radiodifusores comerciais e terminou em último lugar entre os seis canais até 1998, quando a ZOE TV estreou com uma audiência ainda menor que a da PTV.
O novo milênio viu uma mudança de nome para NBN e a estação enfrentou mais desafios com a guerra de rede entre ABS-CBN e GMA. Na última parte de 2011, a estação eliminou a marca NBN e reintroduziu a PTV como seu nome. Atualmente, a rede está realizando um plano de revitalização que melhorará sua programação, instalações e tecnologias para tornar a estação paritária com equipamentos estatais de países do primeiro mundo.

## Historia

### Antes do PTV
DZXL-TV canal 9, a estação de TV da Chronicle Broadcasting Network entrou no ar em 1958. No ano anterior, os donos da estação, Eugenio Lopez Sr. e seu irmão Fernando, adquiriram o Alto Broadcasting System, que possuía a primeira estação de TV no País, DZAQ-TV canal 3. As duas entidades posteriormente se fundiram para formar a atual ABS-CBN Corporation. O primeiro slogan do canal foi "The viewing is fine on Channel 9" (A visualização está bem no canal 9), que foi emprestado da estação de TV australiana GTV-9 em Melbourne, parte da Nine Network na Austrália. O canal 9 também foi o lar dos primeiros programas educacionais na TV filipina, Education on TV e Romper Room, bem como o primeiro show de variedades de televisão filipino, Student Canteen.
Na década de 1960, a canal 9 estava no último lugar entre as seis estações que operavam, em contraste com o canal 3, que era o canal mais visto. Foi mesmo espancado por duas outras redes, ABC 5 (agora TV5) e RBS 7 (agora GMA 7). A mudança da estação começou em 1966 (o mesmo ano, o Canal 3 começou as primeiras transmissões de TV a cores da Filipinas) com a entrada de Freddie Garcia como vendedor de comerciais de TV e ABS-CBN reformulando a estação para atender a espectadores de luxo, complementando a programação do Canal 3 que atendia às massas.
Em 18 de dezembro de 1968, os canais 3 e 9 transferidos para a sede atual da rede, o ABS-CBN Broadcast Center em Diliman, Quezon City. A instalação centralizou a produção de TV e rádio que anteriormente estava localizada em dois edifícios, o Edifício Crônica em Aduana, Manila e os ABS Studios situados em Roxas Boulevard. No ano seguinte, a frequência do Canal 9 e os antigos estúdios do ABS-CBN no Roxas Boulevard foram vendidos ao Kanlaon Broadcasting System (agora Radio Philippines Network), que o usou para configurar o DZKB-TV Canal 9. Com a venda, DZXL-TV movido do canal 9 para o canal 4, enquanto o DZAQ-TV mudou do canal 3 para o canal 2.
Em 1970, o Canal 4, que até então se tornou o vice-líder na audiência, teve, junto com o líder absoluto de audiência, a Canal 2, encurralado em mais de 80% de todas as partes do público.
Em 21 de setembro de 1972, o ABS-CBN foi encerrado pelo governo depois que o presidente Ferdinand Marcos declarou a lei marcial. Suas estações, incluindo os canais 2 e 4, foram apreendidas pelo governo e o ABS-CBN ficaria em silêncio por 14 anos. Em 1973, o Channel 2 tornou-se a Banahaw Broadcasting Corporation, que era de propriedade de Roberto Benedicto, um amigo de Marcos, que também possuía RPN e IBC.

### Começos como GTV (1974-1980)
Em 2 de fevereiro de 1974, o Canal 4 voltou no ar, como GTV (Government Television) através do Centro Nacional de Produção de Mídia das Filipinas. O canal do governo foi liderado pela primeira vez por Lito Gorospe e mais tarde pelo então presidente da imprensa durante o governo Marcos, Francisco Tatad. A estação foi estabelecida para atender as necessidades do regime de Marcos.
Foi primeiro sediada no Edifício Solana em Intramuros, Manila, e depois se mudou para o Broadcast Center (Que até então foi renomeado Broadcast Plaza e também foi ocupado por RPN, IBC e BBC) na Avenida Bohol, Quezon City, que o ABS-CBN deixou para trás. 
Em 1977, tinha mais de três estações de TV em todo o país, Canal 4 em Manila, Canal 3 em Cebu e Canal 4 em Bacolod. As duas estações também eram de propriedade da ABS-CBN antes do encerramento forçado da rede. Ele também tinha 12 estações de rádio até então.
Em 1978, a GTV foi deixada como única inquilina da Broadcast Plaza depois que RPN, IBC e BBC deixaram o Broadcast Plaza para sua nova casa na Broadcast City, situada em Old Balara, na cidade de Quezon.

### Como MBS (1980-1986)
A GTV foi a última estação a abandonar transmissões em preto e branco à medida que corria em 1980. No mesmo ano, o Bureau of Broadcasts (BB), uma rede de rádio também de propriedade do governo sob o Departamento / Ministério da Informação Pública, também foi transferido para Broadcast Plaza depois que o Escritório de Assuntos de Mídia foi criado para fornecer uma forma unitária de Mídia para NMPC e o BB. 
A MBS também foi tudo com a expansão provincial com a abertura de novas estações em todo o país.
De 1983 a 1985, o canal foi marcado como Progress Television, mas o MBS foi mantido como o nome corporativo da estação.
Em 1986, no auge da People Power Revolution, o complexo da Broadcast Plaza da rede foi invadido por soldados rebeldes anti-Marcos que atacaram e assumiram o Canal 4 sob a supervisão do ex-gerente geral da ABS-CBN, Augusto Almeda-Lopez. Os ataques interromperam a aparição de Marcos no canal, alegando que ele não vai demitir-se.

### PTV nas mãos de um governo democrático (1986-1992)
O canal 4 foi colocado de volta na linha pouco depois do meio-dia, com Orly Punzalan anunciando na televisão ao vivo, "o Canal 4 está no ar novamente para servir as pessoas". Por essa altura, as multidões da EDSA ficaram inchadas para mais de um milhão.
Logo depois, o presidente Marcos fugiu do país, marcando o fim de seu regime de 21 anos. As propriedades de rádio do NMPC e do BB foram integradas ao serviço de radiodifusão Philippine Broadcasting Service (PBS, através do Bureau of Broadcast Services) reinstaurado. Channel 4, entretanto, acabou se tornando PTV (People's Television) logo após sua queda, enquanto Corazon Aquino, o novo presidente, através da Comissão Presidencial do Bom Governo, seqüestrou RPN e IBC e dissolveu a BBC.
Enquanto isso, em setembro desse ano, o ABS-CBN retornou após 14 anos de hibernação, mas apenas com o Canal 2. Também foi permitido operar no Broadcast Center, mas sob um acordo em que a instalação será compartilhada com a PTV. Ambos os canais 2 e 4 eram até então as estações menos assistidas no país, faltavam fundos e possuíam equipamentos antigos e desatualizados.
Enquanto o ABS-CBN obteve um impulso em seus índices de público e se tornou o líder do audiência apenas dois anos após seu retorno, o impulso do PTV demorou mais do que o ABS-CBN. Em 1989, tornou-se terceiro lugar na audiência. Os impressionantes desempenhos alcançados nesse período foram seguidos em breve pelas duas redes que atualizam seus equipamentos para tecnologias mais modernas.
A partir das Olimpíadas de Seul de 1988, a PTV também se tornou a emissora de TV oficial dos Jogos Olímpicos nas Filipinas até 2004. A única exceção desde as Olimpíadas de Barcelona de 1992 foi coberta pelo ABS-CBN. PTNI tambem foi a estação de transporte dos Jogos do Sudeste Asiático em 1991, 1995, 2005 e 2007.
A PTNI apresentou o tipo de programas que ganharam por si mesmo o Prémio Hall of Fame da Melhor Estação e a Programação mais equilibrada em 1987 e dois anos seguintes, a partir do Catholic Mass Media Awards (CMMA). Tem, em seu nome, vários programas pioneiros e premiados de educação, cultura e serviço público por sua relevância e excelência em produção. Em 1996, a PTV ganhou o prêmio de Melhor ID da Estação de TV ("Ang Network Para Sa Pilipino") nos PMPC Star Awards for Television.
Ele foi pioneira na programação educacional e cultural. Alguns de seus programas premiados foram Tele-aralan ng Kakayahan (que antecedeu o Knowledge Channel do ABS-CBN por décadas), Ating Alamin, Small World (e seu sucessor) Kidsongs, por arte, Coast to Coast e Paco Park Presents. Na década de 1990, no centro de sua programação educacional está a CONSTEL (Continuing Education thru Television), um programa destinado a atualizar habilidades de ensino de professores de ensino básico e secundário de Ciência e Inglês. Institucionalizados pelo Departamento de Educação, Cultura e Esportes (DECS), CONSTEL Science e English estão sendo utilizados na formação de professores pelas Escolas Regionais e de Divisão do Departamento de Educação, Cultura e Esportes e nas Instituições de Educação de Professores da Comissão de Educação Superior.

### Sob a administração de Ramos e Estrada (1992-2001)
Em 1992, a PTV e a PBS / BBS sairam do complexo para um novo complexo de transmissão (edifício PIA) e a nova torre transmissora de 500 pés (150 m) situada na avenida Visayas. A partida levou a ABS-CBN a recuperar o controle total da sede da Bohol Avenue até hoje.
Em 26 de março de 1992, o presidente Cory Aquino assinou a Lei da República 7306 transformando a PTV em uma corporação governamental conhecida formalmente como People's Television Network, Inc.
Pouco depois de assumir o cargo de governo em junho de 1992, o presidente Fidel V. Ramos nomeou o primeiro conselho de administração da PTV Network. A Rede recebeu um financiamento de capital único para desembolso de capital. Desde 1992, a PTV opera em receitas que gera por conta própria. A Lei 7306 da República estipula que o governo não deve apropriar fundos para as operações da rede.
1992 também foi o mesmo ano que viu o retorno da ABC, outra estação encerrada pela Lei Marcial em 1992. Em 1993, a PTV perdeu o terceiro lugar para a ABC. O ressurgimento da RPN e IBC levou a mais declínio da audiência para a rede. Em 1995, tornou-se o último lugar entre os cinco canais.
Em 1996, recebeu uma citação presidencial do então presidente Fidel V. Ramos pela cobertura bem-sucedida dos Jogos Olímpicos de Atlanta. Dois anos depois, foi a emissora oficial para as festas centenárias do Dia da Independência no país em 12 de junho de 1998. Algumas semanas antes Joseph Estrada sucedeu ao presidente Ramos como presidente do país depois de vencer as eleições de 1998.
Em 1999, a PTV permaneceu no sexto lugar, mas estava à frente de outra estação, a ZOE TV, que abriu em 1998 e tornou-se o novo último lugar entre os sete canais.

### Administração Arroyo e mudança de nome para NBN (2001-2010)
Em 2001, o presidente Estrada renunciou como presidente como resultado da Segunda Revolução da EDSA e foi sucedido pela então vice-presidente Gloria Macapagal Arroyo. Em 16 de julho desse ano, tornou-se NBN (National Broadcasting Network) e carregou um novo slogan: "One People. One Nation. One Vision". Para uma nova imagem em linha com seus novos avanços de programação.
NBN expandiu seu alcance de transmissão com o lançamento do NBN World em 19 de fevereiro de 2003, em cooperação com o Serviço de Radiodifusão e Televisão (TARBS). Esta expansão global sinaliza novas direções para NBN à medida que se torna acessível para o resto do mundo, particularmente os milhões de filipinos no exterior. NBN pode ser visto na Austrália, América do Norte e Ásia-Pacífico. NBN está transmitindo anteriormente via satélite em todo o país usando Agila 2, em seguida, mudou-se para o ABS 1 (agora ABS 2) em setembro de 2011 (agora na Telstar 18 no momento atual).
O declínio da audiência da estação continuou naquela década, juntamente com as outras redes, no auge da rivalidade entre as duas principais redes, ABS-CBN e GMA.
Em 2007, enquanto mantém a NBN como seu nome, adotou outra marca, NBN Information Channel, para posicionar o canal como uma estação focada em notícias e informações.

### Reverver para PTV e desenvolvimentos recentes (2010-presente)
Antes do ano de 2010, os principais estúdios da NBN em Quezon City e suas estações regionais em Baguio, Cebu e Naga estarão equipados com o mais moderno equipamento de coleta de notícias para competir com as principais redes de televisão. Além disso, um novo transmissor Harris foi instalado. A potência do transmissor da NBN deve ser aumentada de 40 kW para 60 kW (No entanto, alguns anos depois, em 2013, a rede foi rebaixada a sua potência de transmissão de 60 kW a 50 kW mais tarde, depois a 40 kW ou 25 kW em junho de 2016 para controlar custos de energia). O canal digital da NBN já está disponível no canal 48 agora movido para o canal 42 usando o padrão de TV digital japonês.
Em 2011, a NBN continuou a aprimorar suas capacidades de transmissão digital com equipamentos doados pelo governo japonês. Este equipamento também permitirá que a NBN comece a transmitir alertas de emergência quando necessário (semelhante ao Sistema de Alerta de Emergência nos Estados Unidos, mas é mais provável, devido ao uso do padrão de TV digital japonês, que o sistema seria baseado no Sistema japonês J-Alert).
A estação tambem começou a eliminar a marca NBN em 2011, quando lançou a PTV como marca secundária no início do ano. Na última parte de 2011, a marca NBN foi retirada e a PTV foi reintegrada como o nome da estação.
Em março de 2013, o presidente Benigno Aquino III assinou a Lei da República 10390, que substitui a antiga carta, na qual a administração estará sob reorganização e o governo infundirá P5 bilhões para a PTV para revitalizar a estação e torná-la "digitalmente competitiva". A PTV ganhou P59 milhões de receitas geradas para o primeiro e segundo trimestres de 2014.
A PTV iniciou seu programa de modernização desde 2012, incluindo a aquisição de equipamentos técnicos de estúdio, câmeras, veículos e transmissores de alta potência para o escritório principal na Visayas Avenue, Quezon City, juntamente com alguns escritórios regionais, incluídos em seus planos é a reabilitação de Estações PTV em Naga, Baguio, Iloilo, Cebu, Zamboanga, Cotabato, Calbayog, Tacloban, Pagadian e Dumaguete.
Ao operar com pouco ou nenhum orçamento, o novo PTV ainda conseguiu cobrir os maiores eventos do país, incluindo as eleições nacionais e locais de 2013, o terremoto de 2013 Central Visayas, o Tifão Ketsana, as visitas do presidente dos EUA, Barack Obama e do papa Francis, o APEC Filipinas 2015 e as eleições nacionais e locais de 2016.
Deve-se notar que, em 2005, vários programas da Radiong Bayan também foram exibidos na NBN com os estúdios da Visayas Avenue utilizados para alguns deles, sob a bandeira de Tinig ng Bayan. Em 2014, a parceria entre os dois foi revivida com um novo programa de notícias da manhã, o RadyoBisyon, que também é transmitido simultaneamente no IBC-13 e ouviu em Radyo ng Bayan em todo o país, transmitido a partir de seus próprios estúdios e do estande de rádio RnB. Antes do lançamento, o RnB - como parte do Serviço de Radiodifusão Filipino - já havia, desde 2012, transmitido em simultâneo a News @ 1 e a News @ 6 no rádio em todas as estações.

#### Revitalização sob administração de Duterte
Sob a orientação do Secretário de Comunicações Presidenciais, Martin Andanar, a rede realizará um importante plano de revitalização para melhorar a programação da estação e expandir sua presença nacional, para estar a par com os equipamentos estatais BBC do Reino Unido, NHK do Japão, PBS of United Estados Unidos, CBC do Canadá e ABC Austrália. Ele também implementará a independência editorial na estação. Andanar observou que as equipes das redes estatais ABC e BBC serão enviadas para as Filipinas para ajudar com o plano de revitalização da PTV. Ele também aprovou um ex-executivo da ABS-CBN News, Charie Villa, para supervisionar a divisão de notícias da PTV-4. No entanto, Villa recusou a oferta devido à sua forte oposição em questões nacionais importantes.
Em junho, o presidente eleito Rodrigo Duterte afirmou que não mais realizará conferências de imprensa e, em vez disso, anúncios aéreos e comunicados de imprensa através da PTV. Dois meses depois, sua promessa foi retraída, e as entrevistas e conferências da imprensa retomaram no canal.
Em 17 de junho de 2016, a PTV e o Japão assinaram um valor de 38,20 milhões de ienes de Auxílios Culturais e aquisição de programas da NHK para melhorar a programação geral da rede. Dentro de semanas, os tópicos de vídeo do Japão da NHK retornaram ao canal após vários anos. No entanto, 1 ano depois, em 11 de julho de 2017, a PTV ea Agência Japonesa de Cooperação Internacional (JICA) assinaram um acordo sobre outra ajuda cultural para a transmissão planejada de 600 programas educacionais e culturais da emissora estatal japonesa NHK no canal através o padrão de TV digital ISDB-T.
Em 7 de julho de 2016, a presidente da PTNI, Maria Cristina C. Mariano, a vice-presidente da PTNI, Veronica Baluyut-Jimenez, o gerente geral da rede, Albert D. Bocobo, e os diretores Josemaria Claro e Cindy Rachelle Igmat, todos nomeados durante a administração Aquino, apresentaram suas renúncia a Duterte através de Andanar. E seguido do slogan "Telebisyon ng Bayan" foi retirado do logotipo, mantendo o logotipo 2012 PTV. 3 dias depois, a ex-Secretária de notícias e administrativas do PTNI, Alex Rey V. Pal assume o cargo de Responsável pela rede temporária e, enquanto Bocobo mantém-se como Gerente Geral da Rede até 24 de novembro de 2016. Andanar também anunciou a nomeação de Dino Antonio C. Apolonio, ex-vice-presidente de engenharia de produção da TV5 como o gerente geral da rede recebida. No entanto, 4 meses depois, em 25 de novembro de 2016, foi anunciado oficialmente que o PTV chamado Apolonio foi nomeado Gerente Geral da Rede substituindo Bocobo e também assumiu como diretor de operações da rede, enquanto o membro do conselho da rede, Josemaria Claro também foi nomeado vice-presidente de rede. 
O subsecretário do GOCC, George Apacible, anunciou durante a festa de Natal da rede, em 20 de dezembro de 2016, que a PTV vê suas metas para se destacar na audiência da televisão até 2017, pois pretende ocupar o terceiro lugar na audiência atualmente realizada pela TV5.
Em 4 de janeiro de 2017, o secretário da PCOO, Martin Andanar, anunciou que a potência do transmissor da PTV aumentou de 25 kW para 55 kW para uma recepção de sinal mais clara e melhor.
Em 12 de janeiro de 2017, a PTV e a empresa japonesa NEC assinaram um acordo para o comissionamento de novos transmissores digitais e sistema de head-end para a transição da rede para a televisão digital terrestre. A rede está preparada para lançar seu serviço de televisão digital terrestre inicialmente em seis locais nas Filipinas, introduzindo transmissores de TDT e multiplexadores de compressão em Manila, Baguio, Naga, Guimaras, Cebu e Davao nas Filipinas até julho de 2017.
Um novo logotipo da PTV, em substituição de sua versão de 2012, foi visualizado na edição de 11 de março de 2017 da PTV Newsbreak na ocasião da inauguração do hub Cordillera da estação na cidade de Baguio. Juntamente com a inauguração, o governo transferiu as novas furgões de transmissão externa e as veiculos de recolha de notícias de satélites digitais. A inauguração foi liderada pelo presidente Duterte e pelo secretário do PCO, Martin Andanar. A transição para o novo logotipo começou em 3 de abril do mesmo ano, quando a PTV lançou o logotipo do wordmark, a identificação da estação correspondente e novos gráficos. Outro logotipo, que representa alguns elementos da bandeira filipina, é lançado após a inscrição da estação em 28 de junho de 2017. Também a rede foi relançada como o novo slogan "Para sa Bayan (para a nação)", que já era usado desde julho de 2016 (antes da re-branding).
Em 3 de junho de 2017, a PTV iniciou programas de programação simultânea de CGTN, parte de sua equipe tendo visitado suas instalações no início do ano como parte de uma série de visas de treinamento para canais de TV estatais e privados em todo o mundo.
Em seu primeiro endereço do Estado da Nação, o Presidente Duterte propôs a criação de uma lei que funde e integre a People's Television Network e o Philippine Broadcasting Service em uma única entidade, a ser chamada de People's Broadcasting Corporation (PBC), semelhante à BBC. O PBC proposto também lançará os primeiros canais de especialidade do país para a minoria muçulmana (Salaam TV) e os povos Lumad do sul. A PBC também colocará os centros de transmissão de TV em Visayas e Mindanao, além de sua sede principal em Luzon e estúdios de transmissão de TV nas principais cidades. O Salaam TV começou a ser testado em 10 de julho de 2017 e começou as transmissões regulares em 23 de julho do mesmo ano.

## Logótipos e slogans

### Logótipo
O logotipo atual do PTV, usado desde 2017, é um triângulo dividido em três partes e são formas estilizadas que representam as letras no nome do PTV. Ele também tem os elementos da bandeira filipina (três estrelas, sol, triangulo e cores de vermelho, azul e amarelo). 
- 1974: o logotipo preto e branco da GTV consistiu em uma tela com o nome da rede, "Rede GTV" no centro.
- 1977: O logotipo do Canal 4 tinha um número 4 dividido em duas partes.
- 1980: Seu primeiro logotipo como MBS teve um círculo vermelho com um sol estilizado no centro, acima do nome completo da rede.
- 1986: Quando se tornou o PTV, seu logotipo tornou-se um número 4 estilizado de maneira similar à da cobra nos jogos de cobra em telefones de Nokia. Também estava colorido em amarelo e tinha o nome da rede "People's Television" abaixo.
- 1989: O logotipo era um italico número 4 formado a partir de listras e com o nome da rede ao lado.
- 1995: Em preparação para as celebrações do centenário do dia da independência filipino em 1998, a PTV tinha um novo logotipo, o primeiro com o nome que aparece como PTV. Seu logotipo apresentou uma pomba amarela voando com a bandeira tri-colorida, azul, branca e vermelha e seu nome, "PTV", em amarelo. O logotipo simboliza a bandeira filipina e também é uma oda da Revolução do Poder Popular de 1986.
- 1998: O logotipo tinha o nome da rede aparecendo como "PTV Network" e em amarelo, e fechado em uma caixa azul (ou um círculo em vinhetas).
- 2000: O logotipo tem o nome PTV em azul e ao lado foi um oval azul que encerrava a letra P e com os raios vermelho, verde e azul.
- 2001: Em 2001, a estação tornou-se NBN. O logotipo tinha os dois últimos Ns do nome NBN em itálico e arredondado que se estendiam entre si e coloridos em azul, amarelo e vermelho.
- 2007: Uma versão modificada do logotipo de 2007, que possui dois raios também coloridos em vermelho, amarelo e azul abaixo do logotipo de 2001.

- 2011: Quando reverteu para PTV, o logotipo era uma antena parabólica estilizada com, mais uma vez, as cores da bandeira filipina (vermelho, amarelo e azul). O logotipo NBN permaneceu em uso até a última parte de 2011.

- 2012: O logotipo foi uma letra P formada na forma de uma caixa de discagem e com o centro representando um aparelho de TV. Estava colorida em azul claro.
- 2017: um triângulo dividido em três partes e são formas estilizadas que representam as letras no nome do PTV e tem as elementos da bandeira filipina (as três estrelas, o sol, e o triangulo). As tres cores de vermelho, azul e amarelo tambem voltou no logo depois de cinco anos.

### Slogans
- 1974-1977: Wide Quatrovision World (Grande mundo de quatrovisões)
- 1977-1980: Because Our Viewers Count A Lot (Porque nossos espectadores contam muito)
- 1980-1986: Bridging Islands and People for Progress (Conduzindo as ilhas e as pessoas para o progresso)
- 1983-1985: Progress Television (Canal 4: A televisão de progresso)
- 1985: Your Government Television Network (Sua rede de televisão governamental)
- 1985-1986: New World (Novo mundo)
- 1986-1989: People's Television (A televisão popular)
- 1989-1995: Four For You! (Quatro para você!)
- 1990-1995: The People's Network (A rede das pessoas)
- 1995-1998: Ang Network Para sa Pilipino (A rede para o filipino)
- 1998-2000: Best in News Professionals (Melhor em profissionais de notícias)
- 1998-2000: Best in Sports (O melhor em esportes)
- 1998-2000: Best in Culture and Education (Melhor em cultura e educação)
- 2000-2001: Fast...Forward (Avanço rápido)
- 2001-2011: One People, One Nation, One Vision (Um povo, uma nação, uma visão)
- 2007-2011: Your Information Channel (Seu canal de informação)
- 2008: Bayan ang Number 1! (A nação é número 1!)
- 2012-2016: Telebisyon ng Bayan (A televisão popular)
- 2016-present: Para sa Bayan (Para o povo)
- 2023-present: Ang Pambansang TV (A TV Nacional)
- 2024-present: Ang Pambansang TV sa Bagong Pilipinas (A TV Nacional nas Novas Filipinas)